# Clariet Kok-van Alphen

Pasfoto van Clariet Kok van Alphen, op haar inschrijfformulier als student aan de Universiteit van Leiden.

Clara Corryta "Clariet" Kok-van Alphen (Rotterdam, 6 april 1917 – Oegstgeest, 6 november 1987), ook bekend als Clarita, was een Nederlands arts en verzetsstrijder. Ze was lid van de Binnenlandse Strijdkrachten. Op 6 september 1945 trouwde zij met de apotheker Dirk C. Kok. Zij studeerde geneeskunde en promoveerde in 1951 bij de Rijksuniversiteit Leiden op haar proefschrift Bijdrage tot de Keratoplastiek. Na de Tweede Wereldoorlog vestigde zij zich als oogarts te Leiden. In werd op 14 mei 1977 benoemd tot bijzondere lector – later hoogleraar – bij de Faculteit Geneeskunde te Leiden op het vakgebied oogheelkunde met de leeropdracht ziekte van de cornea.
Kok-van Alphen heeft – evenals haar echtgenoot – tijdens de Tweede Wereldoorlog meegewerkt aan het verzet in Leiden en omstreken, ook al gebeurde dat in alle beslotenheid en bescheidenheid. Door dit werk werd zij lid van de Binnenlandse Strijdkrachten.
In Leiden, in de Dobbewijk-zuid, is de Clariet Kok-van Alphenstraat naar haar vernoemd. In 2024 staat ze op een gedeelde plek 35 in de Top 100 van personen die volgens leden van de VvAA belangrijk zijn (geweest) voor de zorg.
Zij overleed op 70-jarige leeftijd en vond haar laatste rustplaats op de N.H. begraafplaats Hillegersberg aan de Kerkdreef te Rotterdam.